# Georg Andersson (psalmförfattare)
Georg Andersson, född 1922, död 1997, pastor i Svenska missionsförbundet, poet, författare och psalmförfattare.

## Böcker
1953 - Jean Jean (roman)
1954 - Blodskrift (roman)
1958 - Innanför eller utanför (roman)
1962 - Herden och danserskan (dikter)
1964 - Bakom mörka kopparslantar (dikter)
1964 - Flykten (roman)
1967 - Ave krax- Ave crux (dikter)
1973 - Närhet jag känt (dikter antologi)
1974 - Vi står i gryningen : lyriskt spel för talkör och två röster (dikter)
1976 - Annorlunda : meditationer, dikter och kyrkospel (dikter)
1978 - Människan : man och kvinna i teologins historia (fakta)

## Psalmer
- Stå upp, befriade folk år 1967 översättning av William P. Merrills engelska text från 1911. Med i (Herren Lever 1977 nr 832).